# Христораднов, Юрий Николаевич
Юрий Николаевич Христора́днов (21 ноября 1929, Тимоханово, Тутаевский район, Ярославская область — 16 октября 2018, Москва) — советский партийный и государственный деятель; последний председатель Совета по делам религий при Совете Министров СССР. Член ЦК КПСС (1976—1990). Советник губернатора Нижегородской области.

## Биография
Родился 21 ноября 1929 года в деревне Тимоханово Тутаевского района Ярославской области.

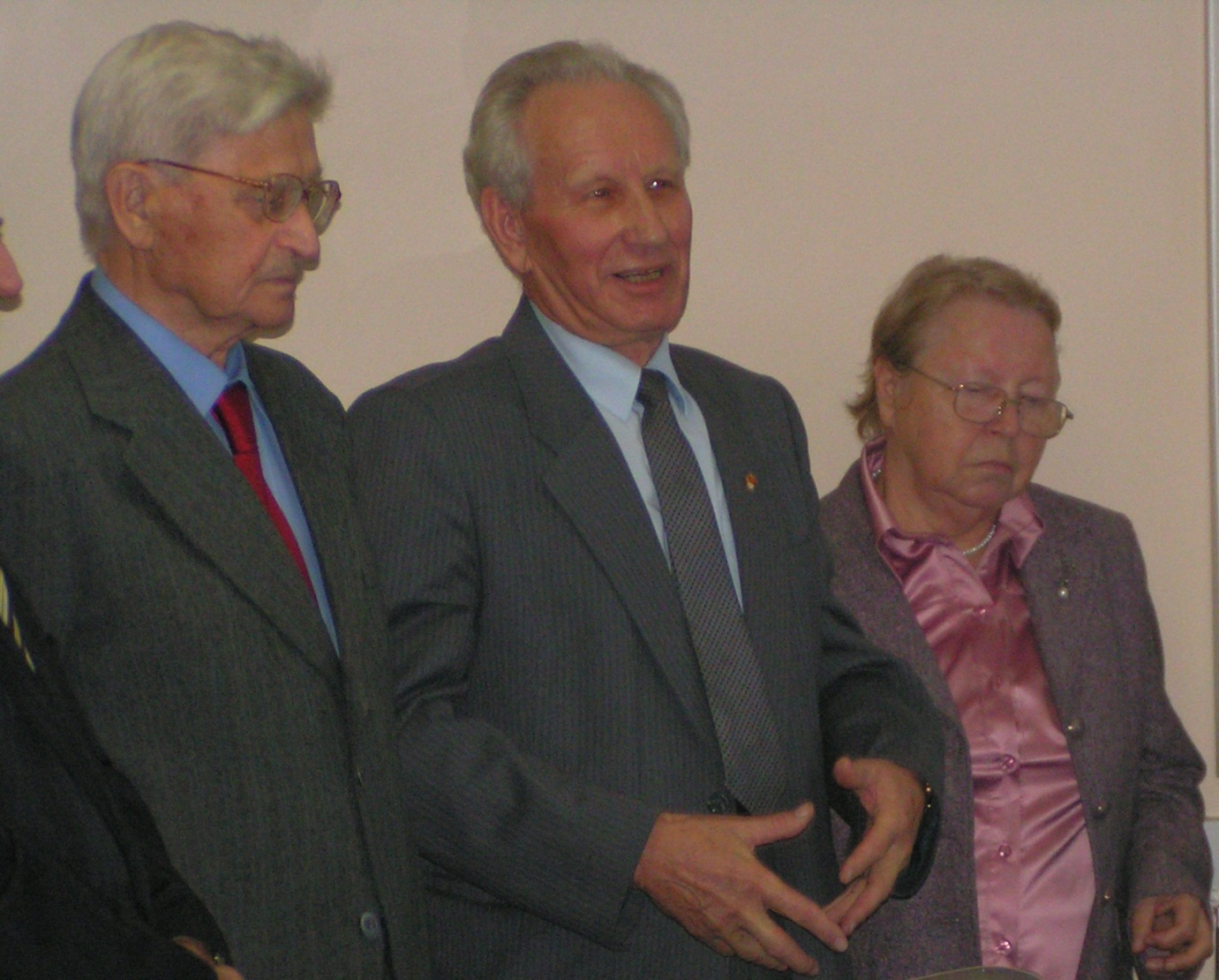
Н. И. Масленников и Ю. Н. Христораднов на встрече в землячестве. 2003 г.

Член Коммунистической партии с 1951 года.
В 1959 году окончил Всесоюзный заочный финансово-экономический институт.
С 1963 года первый секретарь Автозаводского райкома КПСС города Горького. С 1966 по 1968 год — второй секретарь, с 1968 по 1974 год — первый секретарь Горьковского горкома КПСС.
С 7 мая 1974 по 16 июня 1988 года — первый секретарь Горьковского обкома КПСС.
С 24 мая 1988 по 25 мая 1989 года — Председатель Совета Союза Верховного Совета СССР.
С июня 1989 по январь 1991 года — председатель Совета по делам религий при Совете Министров СССР.
С января 1991 года — персональный пенсионер союзного значения.
В последние годы жизни — член правления РОО «Нижегородское землячество в столице».
Умер 16 октября 2018 года после тяжёлой болезни. Похоронен в Нижнем Новгороде на Старо-автозаводском кладбище.

## Награды и звания
- 2 ордена Ленина (14.02.1975; 20.11.1979)
- орден Октябрьской Революции (25.08.1971)
- Орден «Знак Почёта» (22.08.1966)
- Почётный гражданин Нижегородской области (2005)[2]